# La sangre y la semilla
„La sangre y la semilla“ е парагвайско-аржентински исторически филм на режисьора Алберто Ду Бойс. Премиерата на филма е на 12 ноември 1959 г. в Аржентина и Парагвай.

## Актьорски състав
| Актьор                 | Роля |
| ---------------------- | ---- |
| Цезар Алварез Бланко   |      |
| Ернесто Баез           |      |
| Леандро Какавелос      |      |
| Олга Зубари            |      |
| Роке Сентурион Миранда |      |
| Карлос Гомез           |      |
| Марио Проно            |      |
| Рафаел Рохас Дориа     |      |
| Мигуел Ангел Йегрос    |      |